# Onze-Lieve-Vrouw van Altijddurende Bijstandkerk (Ronse)

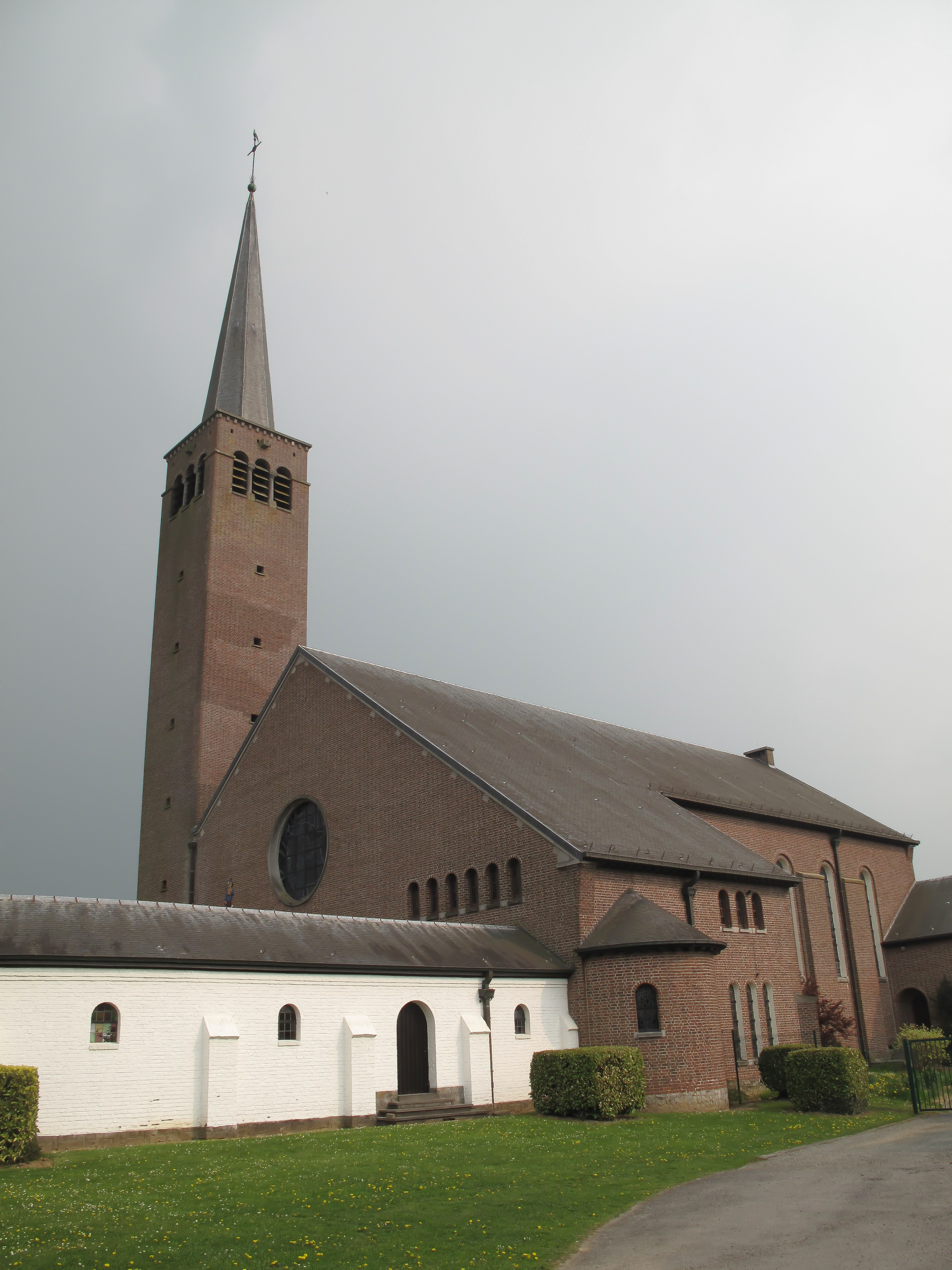
Onze-Lieve-Vrouw van Altijddurende Bijstandkerk

De Onze-Lieve-Vrouw van Altijddurende Bijstandkerk is de parochiekerk van de tot de Oost-Vlaamse gemeente Ronse behorende plaats De Klijpe, gelegen aan de Zonnestraat 514.

## Geschiedenis
De Klijpe werd in 1951 een zelfstandige parochie. De eerste steen van de kerk werd in 1957 gelegd. De kerk is een ontwerp van Raoul van Houtte.

## Gebouw
De bakstenen kerk is op het zuiden georiënteerd en gebouwd als een zaalkerk met daarvoor een atrium, een binnenhof waarlangs men de kerk binnentreedt. Aangebouwd aan het noordoosten van het kerkgebouw is een slanke toren. De apsis is halfrond. De communiebank en andere kunstwerken zijn van omstreeks 1961.